# Мадейру

Мадейру на карте штата.

Мадейру (порт. Madeiro) — муниципалитет в Бразилии, входит в штат Пиауи. Составная часть мезорегиона Север штата Пиауи. Входит в экономико-статистический микрорегион Байшу-Парнаиба-Пиауиенси. Население составляет 7816 человек на 2010 год. Занимает площадь 177,153 км². Плотность населения — 44,12 чел./км².

## Демография
Согласно сведениям, собранным в ходе переписи 2010 г. Национальным институтом географии и статистики (IBGE), население муниципалитета составляет:
| Полное население                               | Полное население                               | Полное население                               | Полное население                               | 7816  |
| ---------------------------------------------- | ---------------------------------------------- | ---------------------------------------------- | ---------------------------------------------- | ----- |
| в том числе:                                   | Городское население                            | 3364                                           | Процент городского населения, %                | 43,04 |
|                                                | Сельское население                             | 4452                                           | Процент сельского населения, %                 | 56,96 |
|                                                | Мужское население                              | 4044                                           | Процент мужского населения, %                  | 51,74 |
|                                                | Женское население                              | 3772                                           | Процент женского населения, %                  | 48,26 |
| Плотность населения, чел/км²                   | Плотность населения, чел/км²                   | Плотность населения, чел/км²                   | Плотность населения, чел/км²                   | 44,12 |
| Население муниципалитета в % к населению штата | Население муниципалитета в % к населению штата | Население муниципалитета в % к населению штата | Население муниципалитета в % к населению штата | 0,25  |

По данным оценки 2016 года, население муниципалитета составляет 8111 жителей.

## Статистика
- Валовой внутренний продукт на 2003 год составляет 9 249 671 реалов (данные: Бразильский институт географии и статистики).
- Валовой внутренний продукт на душу населения на 2003 год составляет 1290,41 реалов (данные: Бразильский институт географии и статистики).
- Индекс развития человеческого потенциала на 2000 год составляет 0,526 (данные: Программа развития ООН).